# Humani generis unitas
Humani generis unitas (Latein für Von der Einheit des Menschengeschlechts) war eine 1938 im Auftrag von Papst Pius XI. durch die Jesuiten Gustav Gundlach und John La Farge entworfene, aber nicht mehr unter dem Pontifikat von Pius XI. erschienene Enzyklika. Mancherorts wird diese auch Societatis unio genannt.

## Inhalte
Der Entwurf enthielt eine gegenüber Mit brennender Sorge deutliche Verurteilung des Antisemitismus, setzte sich aber auch mit dem Totalitarismus und der Frage der Abgrenzung legitimer Autorität von erniedrigender Gewaltherrschaft auseinander.

„Ist die Verfolgung einmal in Gang gekommen, dann werden Millionen von Menschen auf dem Boden ihres eigenen Vaterlandes der elementaren Bürgerrechte und -privilegien beraubt, man verweigert ihnen den Schutz des Gesetzes gegen Gewalt und Diebstahl, Beleidigung und Schmach harren ihrer, man geht sogar so weit, das Brandmal des Verbrechers Personen aufzudrücken, die das Gesetz ihres Landes bis dahin peinlich genau befolgt haben. Sogar jene, die tapfer für das Vaterland gekämpft haben, werden wie Verräter behandelt; die Kinder derer, die auf dem Schlachtfeld gefallen sind, werden aufgrund der alleinigen Tatsachen, wer ihre Eltern sind, für außerhalb des Gesetzes stehend erklärt.“

## Nichtverbreitung durch Pius XII.
Angesichts des mittlerweile ausgebrochenen Krieges hat Pius XII. nur Teilaspekte daraus in Summi pontificatus (1939) verwendet, andere Aspekte in Humani generis (1950) betont.